# Vanuatu na Letnich Igrzyskach Olimpijskich 1988
Vanuatu na Letnich Igrzyskach Olimpijskich 1988 reprezentowało czworo zawodników: trzech mężczyzn i jedna kobieta. Był to debiut reprezentacji Vanuatu na letnich igrzyskach olimpijskich.

## Skład kadry

### Boks
Mężczyźni
- James Iahuat – waga średnia do 75 kg – 17. miejsce,

### Lekkoatletyka
Kobiety
- Olivette Daruhi

bieg na 100 metrów – odpadła w eliminacjach,
bieg na 200 metrów – odpadła w eliminacjach,
Mężczyźni
- Jerry Jeremiah

bieg na 100 metrów – odpadł w eliminacjach,
bieg na 200 metrów – odpadł w eliminacjach,
- Baptiste Firiam – bieg na 400 metrów – odpadł w eliminacjach